# Spoorlijn Dublin - Cork
De Spoorlijn Dublin - Cork is de railverbinding tussen de Ierse hoofdstad Dublin en de tweede stad Cork aan de zuidkust. De lijn vertrekt in Dublin vanaf Heuston. Tot aan het station Kildare loopt de lijn naar Cork over hetzelfde tracé als de lijnen naar Galway, Waterford en Limerick
In Kildare takt de lijn naar Waterford af. Voorbij Portarlington de lijn naar Galway. Limerick is langs twee routes bereikbaar. Een eerste aftakking is bij Ballybropy, de tweede verloopt via Limerick Junction. Bij Mallow ten slotte is er een zijtak naar Tralee.